# Johannes Spilberg

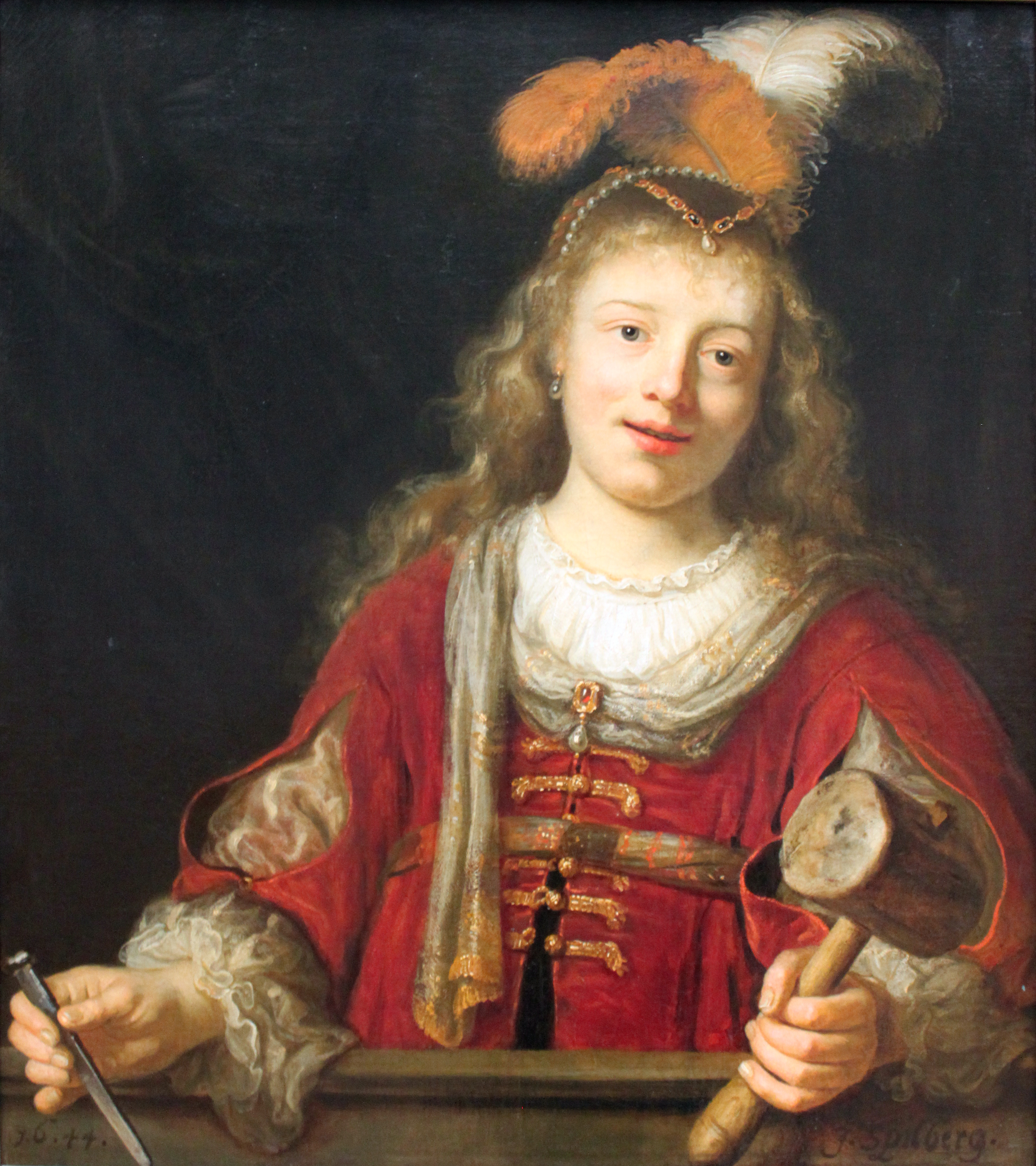
Jaël, 1644, Gemäldegalerie Berlín

Johannes Spilberg (* 30 de abril de 1619 en Düsseldorf ; † 10 de agosto de 1690) fue un pintor de la corte del Conde Palatino Wolfgang Wilhelm, el Elector Philipp Wilhelm y el Príncipe Elector Johann Wilhelm von der Pfalz. Su obra está adscrita a la pintura barroca holandesa.

## Trayectoria
Spilberg nació en una familia de pintores de la corte. Su tío, Gabriel Spilberg, fue pintor de la corte española de Carlos II. El padre, Johannes Spilberg el Viejo, también se había convertido en pintor de la corte bajo el mando del duque Johann Wilhelm de Jülich-Kleve-Berg. Como diácono de la comunidad reformada (1624) y como consejero, perteneció a la respetada burguesía de la sede real Jülich-Bergische de Düsseldorf. Después de que Johannes Spilberg terminó la escuela, donde le enseñaron latín, otros idiomas y diversas materias científicas, además de la primera formación en pintura que recibió de su padre, el duque Wolfgang Wilhelm lo envió en 1640 con una carta de recomendación firmada personalmente, a hacer su aprendizaje con Peter Paul Rubens en Amberes. Dado que Rubens murió ese mismo año, Spilberg se fue a Ámsterdam a estudiar con el pintor Govaert Flinck durante siete años. Pronto ganó una buena reputación a través de pinturas y retratos de género histórico, que en 1650 le valieron el encargo del magistrado de Ámsterdam para pintar una compañía de arcabuceros con Harmen Gijsbertsz van de Poll como capitán. 

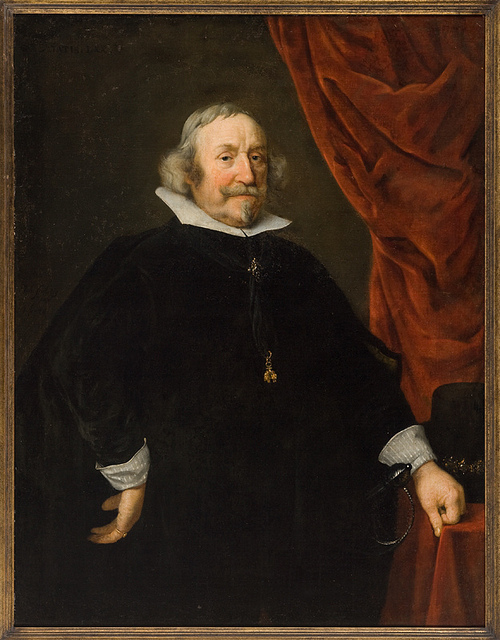
Wolfgang Wilhelm von Pfalz-Neuburg, 1648

En julio de 1649 se casó con Marrite Gerrits, de Ámsterdam, quien dio a luz a dos hijos y tres hijas, y en 1650 a su hija Adriana, quien más tarde se convirtió en pintora y esposa de los pintores de Düsseldorf Wilhelm Breck velt (1658-1687) y Eglon van der Neer (1636-1703). A principios de la década de 1650, el duque Wolfgang Wilhelm lo llamó a la corte de Düsseldorf como pintor de la corte, pero Spilberg regresó a Ámsterdam en 1653. En 1661 fue llamado nuevamente a Düsseldorf, donde ocupó el cargo de pintor de la corte hasta su muerte en 1690. Desde 1687, Spilberg tuvo su propia casa en la Ritterstrasse. En los años 1683-1687, con diseño de Michael Cagnon construyó la Neanderkirche de la que proporcionó diseños para el interior, la gran puerta de la iglesia y el ángel con trombón para la torre.

## Obra
El retrato de grupo de un gremio de arcabuceros de Ámsterdam de 1650 se considera una de las primeras obras importantes de Spilberg. Como pintor de la corte del estado del Palatinado-Neuburg, Spilberg retrató a un gran número de personas principescas. Dentro de su pintura de retratos, la imagen de mujer como la llamada Tronje, como una figura literaria o alegórica en ropa de fantasía y ejecución pictórica libre, ocupa un lugar especial. Dado que se inspiró en la misma persona que en el retrato de Jaël, probablemente se hizo alrededor de 1644. Forma parte de la tradición pictórica de Rembrandt y sus alumnos. El cambio de estilo pictórico dentro de un cuadro es característico de Spilberg. Sus retratos muestran superficies más finamente trabajadas, por ejemplo, para rostros y senos, en un entorno de áreas pintadas de forma esquemática, por ejemplo, para túnicas y fondos. Como una alegoría de la paz de Westfalia, Spilberg creó el bodegón La tregua, en 1648.
Los siguientes retratos de Spilberg han sobrevivido:
- Retrato del duque Wolfgang Wilhelm von Pfalz-Neuburg, 1648[11]
- Retrato de Katharina Charlotte von Pfalz-Zweibrücken, 1648
- Retrato de Elisabeth Amalie de Hessen-Darmstadt con su hija, que más tarde se convirtió en emperatriz Eleonore, 1654/1655
- Retrato de Sophie Leonor de Sajonia con sus nietos, 1667
- Retrato de Johann Wilhelm von der Pfalz, alrededor de 1680[12]